# Kerivoula
Kerivoula (Gray, 1842) è un genere di Pipistrelli della famiglia dei Vespertilionidi.

## Etimologia
L'epiteto generico deriva dalla parola singalese kehelvoulha, il quale significato è "pipistrello delle piantagioni", con riferimento ai rifugi di alcune specie tra le foglie di alberi coltivati.

## Descrizione

### Dimensioni
Al genere Kerivoula appartengono pipistrelli di piccole dimensioni, con lunghezza della testa e del corpo tra 31 e 57 mm, la lunghezza dell'avambraccio tra 27 e 45 mm, la lunghezza della coda tra 32 e 55 mm e un peso fino a 10 g.

### Caratteristiche ossee e dentarie
Il cranio è sottile e delicato, la scatola cranica è grande, liscia e rotonda, eccetto che nelle specie K.kachinensis e K.titania, dove è insolitamente appiattita. La bolla timpanica è molto piccola. Gli incisivi superiori sono ben sviluppati, quelli inferiori sono trifidi. I canini sono leggermente più piccoli, i premolari sono grandi. Lo sterno è corto e largo, soltanto 4 o 5 costole sono unite ad esso.
Sono caratterizzati dalla seguente formula dentaria:

### Aspetto
La pelliccia è lunga, lanosa ed arricciata e si estende frequentemente anche sulla superficie dorsale degli avambracci e delle zampe. Il colore del corpo varia dal bruno-rossastro al grigiastro, talvolta arancione brillante o con la punta dei peli bianca, che donano un aspetto brizzolato. La testa è grande con la fronte molto alta. Il muso è lungo, stretto e spesso quasi completamente nascosto nel denso pelame della faccia, gli occhi sono piccolissimi. Le orecchie sono moderatamente grandi, separate, a forma di imbuto, con il margine esterno che fuoriesce davanti a quello interno, fornito di una concavità appena sotto la punta. Il trago è lungo, molto sottile ed appuntito. Il terzo e il quarto metacarpo sono circa uguali, essendo il quarto leggermente più corto. Le ali sono attaccate al primo dito del piede e in alcune specie hanno una caratteristica colorazione brillante. La coda è molto lunga ed inclusa completamente nell'ampio uropatagio, il quale ha in alcune specie il margine libero frangiato di peli disposti a pettine oppure di piccole papille. Il calcar è lungo e privo di carenatura.

### Ecolocazione
Emettono ultrasuoni a bassa intensità e frequenza modulata, caratteristica unica tra i Vespertilionidi e riscontrabile soltanto nei membri del genere Nycteris. Per questo motivo vengono talvolta soprannominati anche pipistrelli sussurranti.

## Distribuzione
Il genere è diffuso nell'Africa subsahariana, nel Subcontinente indiano e nell'Ecozona orientale fino alla Nuova Guinea.

## Tassonomia
Il genere comprende 23 specie.
- La scatola cranica è alta e rotonda.
  - Kerivoula africana
  - Kerivoula agnella
  - Kerivoula argentata
  - Kerivoula cuprosa
  - Kerivoula eriophora
  - Kerivoula flora
  - Kerivoula furva
  - Kerivoula hardwickii
  - Kerivoula intermedia
  - Kerivoula krauensis
  - Kerivoula lanosa
  - Kerivoula lenis
  - Kerivoula minuta
  - Kerivoula muscina
  - Kerivoula myrella
  - Kerivoula papillosa
  - Kerivoula pellucida
  - Kerivoula phalaena
  - Kerivoula picta
  - Kerivoula smithii
  - Kerivoula whiteheadi
- La scatola cranica è appiattita.
  - Kerivoula kachinensis
  - Kerivoula titania